# كين غان
كين غان (بالإنجليزية: Ken Gunn)‏ (9 أبريل 1909 في المملكة المتحدة - 15 أغسطس 1991 في المملكة المتحدة) هو لاعب كرة قدم بريطاني (وحمل سابقاً جنسية المملكة المتحدة لبريطانيا العظمى وأيرلندا) في مركز الوسط. لعب مع بورت فايل وسوانزي سيتي ونادي نورثامبتون تاون.